# スバティック島

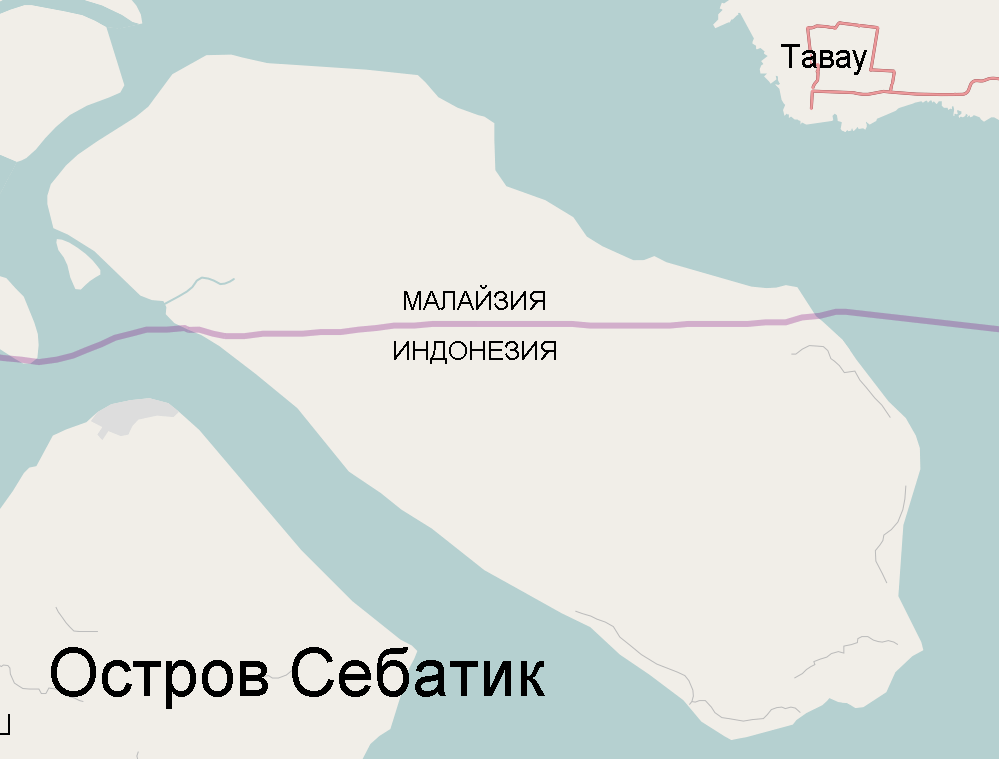
スバティック島におけるマレーシアとインドネシアの間にある国境線

スバティック島（スバティックとう、英語：Sebatik Island、マレー語／インドネシア語：Pulau Sebatik）は、ボルネオ島東岸の沖合にあり、島の中央を国境線が横切り、北半分はマレーシアサバ州で南半分はインドネシア北カリマンタン州。島の人口は、うち25,000人がマレーシア側に住んでいて、うち80,000人がインドネシア側に住んでいる。
島内の行き来は完全に自由なので、密貿易や密入国の拠点になる。近くマレーシアのタワウから、インドネシアのタラカンやヌヌカンへは高速船が運航されている。

## 注脚
1. ↑  国境線で「一島両断」にされた島